# Сергеев, Иван Трофимович
Иван Трофимович Сергеев — советский государственный и политический деятель.

## Биография
Родился в 1908 году в деревне Ково. Русский. Член ВКП(б) с 1930 года.
С 1938 года — на общественной и политической работе. В 1938—1947 гг. — начальник Лесного отдела и заместитель начальника Главного Управления исправительно-трудовых лагерей НКВД СССР и начальник лесного отдела, начальник Беломоро-Балтийского исправительно-трудового лагеря, начальник ИТЛ при Оборонстрое, начальник Карело-Финского УОБР НКВД, начальник 9-го района Тагилстроя НКВД, начальник 1-го Управления оборонительного строительства.
Избирался депутатом Верховного Совета РСФСР 1-го созыва.
Уволен, отправлен на фронт рядовым политработником.
Умер в 1985 году[уточнить].